# 維克斯六噸坦克
維克斯六噸坦克、或稱維克斯MK.E，是英國维克斯-阿姆斯特朗公司所設計之輕戰車。此款戰車雖然沒有被英國陸軍採購，但是其創新且優秀的設計卻被國家所欣賞購買並修改自製，雖然產量僅有153輛，但如果納入他國授權生產的數量，其家族生產量高達12000台以上，成為二戰前除了雷諾FT-17坦克以外全世界最普遍的坦克。

## 簡介
MK.E的原型車於1928年在维克斯-阿姆斯特朗公司的Ltd工廠完成，由John Valentine Carden以及Vyvian Loyd為首的設計小組所領導，設計出一款在火力以及機動力上擁有一定水平，並且性能可靠維修便利的車種。
車身採用當時技術成熟的鉚焊製法，為了保持一定程度的機動性因此裝甲略顯薄弱；動力來源為英國阿姆斯特朗製直立式四缸汽油引擎，此引擎提供的出力讓戰車可以在鋪裝路面上用35公里/小時的速度前進。
在車身懸吊系統上採用了台車式懸吊系統。雙軌構造，左右各四對。每對承軌連結兩個路輪，左右邊各兩對路輪裝有彈簧構造，這種懸吊系統被認為是一種相當好的系統，可以承受長距離行駛(雖然它的設計仍然不能與克里斯蒂懸吊系統相比)，高強度鋼製承軌可以承受至少3000英里的行駛，在當時為非常優秀的設計。
在這款坦克設計時即提供兩種款式的武裝供客戶選擇：
- A構型：雙炮塔。每個砲塔搭載一挺維克斯機槍
- B構型：單砲塔。砲塔為雙人式，搭載一挺機槍及一門短管47公厘榴彈砲

B構型的設計在當時戰車中屬新設計，以往砲塔設計都是單人砲塔，車長除了索敵以外，還要兼任武器裝填手及射手，對於戰況的掌控以及火力運用有諸多限制；維克斯六噸坦克的雙人砲塔讓車長可以在索敵上可投入更多心力，將火力裝填的任務交給裝填手，並作到即時射擊的能力。雖然車長任務仍然繁重(同時兼負索敵、瞄準射擊)，但是這種新設計受到肯定，並被後來大多數的新型坦克採用。
除了炮塔以外，車體裝甲初期設計最厚為13公厘，但可接受顧客需求增厚至17公厘，雖然名稱為六噸戰車，但是如果加上了客戶需求此款戰車的重量會增至8公噸左右。
英國陸軍雖然對此款新型坦克進行測評，但是最後並沒有採用。主要原因是因為懸吊系統可靠性的問題，在英國確定不下訂單後，維克斯公司開始對國外潛在買主發廣告進行宣傳，不久之後就有買主上門，但都僅限於少量購買，之後至二戰爆發英國禁止軍武出口為止，維克斯只售出了153輛MK.E型坦克。

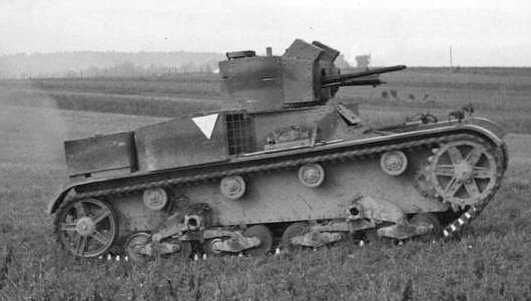
波蘭的A構型維克斯MK.E坦克

波蘭在操作此款坦克之後得到的經驗發現此款坦克的氣冷引擎通風設計不良，如果過度加速容易發生引擎過熱，解決方式是在車身兩側各開一個大通風孔，但此種方式僅有治標並未治本，比利時提供了改良方案：使用勞斯萊斯製幽靈二式汽車的水冷引擎。但是此款引擎太大不適合後置型引擎車身，而且由於體積問題安裝之後人員只能從左邊登上坦克，砲塔必須被移到右後方，這項方案光設計就發現不少問題，比利時想和維克斯方面要一台MK.E進行改裝測試，但是被拒絕了。

但是這款改裝方案維克斯自行進行改裝，但是是採用原先的舊引擎。這種構型的MK.E銷售到芬蘭以及泰國。

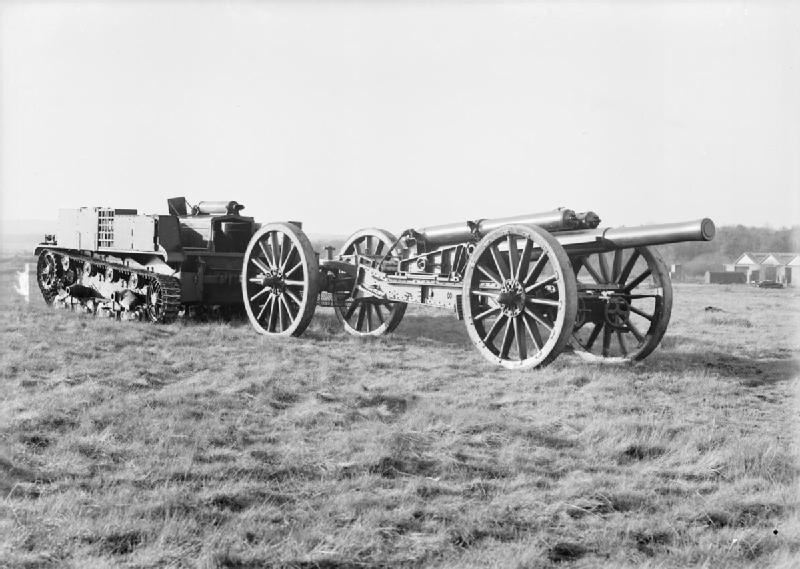
由6噸戰車衍生的ヴィッカース・ドラゴン

除了坦克構型以外，這款坦克的底盤也改造成重砲牽引車，英國陸軍少輛採購此款載重車用於拖運60磅(127公厘)榴彈砲。除了英國以外，中華民國以及印度也採購了23輛以及18輛，中華民國將這批載重車用於拖運防炮部隊的波佛斯75毫米口徑M1929高射炮。
波蘭雖然在使用此款坦克時發現若干問題，但是整體來說對MK.E的設計非常滿意，因此和英國採購了50輛MK.E以後就向維克斯購買授權波蘭當地生產。這款在波蘭當地生產的MK.E修改引擎通風口，並更換為波蘭製機槍及柴油引擎，這款修改型坦克稱為7TP戰車，而向英國購買的50輛MK.E中只有38輛正式服役(剩下12輛被當成零拆車)，這批坦克一開始全是雙機槍炮塔型，後來波蘭對其中的22輛進行B構型改裝。
蘇聯一開始購入MK.E的目的即為對這種坦克進行測評，測試結果發現MK.E比他們自己研發的戰車還要來的優秀，因此向維克斯購買生產授權在蘇聯大量生產，蘇聯自製的MK.E即為T-26坦克。一開始蘇聯生產的T-26為A構型(換裝蘇聯製DP機槍)，隨後將炮塔改裝變成一砲塔安裝37公厘砲，另外一個砲塔仍然安裝機槍的混合構型，這兩種構型並沒有生產非常多的數量，真正量產的款式為B構型修改型，安裝了45公厘戰車砲以及2挺機槍。最終生產型T-26除了改用了焊接制法，還採用了加入避彈構型的鑄造砲塔。

除了坦克構型以外，蘇聯工程師還將這款坦克的底盤安裝各種設施以適應其他用途，如裝甲架橋車，火燄坦克等，另外還製造了一款由無線電操作的爆破坦克。

在1936年爆發的西班牙內戰中，蘇聯也援助了T-26給西班牙共和軍，這些坦克西班牙內戰中證明了她們的價值：德國及義大利製坦克無法輕易擊毀她們；而義大利在瓜達拉哈納戰役中至少擄獲了一台T-26並運回國內研究，對於日後設計的M13/40坦克發揮了一定程度的影響。
在1939年爆發的冬季戰爭，蘇聯以及芬蘭皆採用MK.E系列的車種。芬蘭在戰爭爆發前採購了26輛維克斯MK.E，在採購後芬蘭將主砲改裝為37公厘反坦克炮，由於這項改裝工程並未全部完工，因此在整場戰爭中芬蘭方面僅有13輛MK.E參戰。

在冬季戰爭中，這批坦克規模最大的作戰紀錄是1940年2月16號的Honkaniemi戰鬥，這天的作戰芬蘭人投入了當時可用的13輛維克斯MK.E坦克對付蘇聯裝甲部隊。但是結果卻是非常慘烈：由於機械問題13輛坦克中僅有6輛可以進行作戰，作戰中1輛因為無法跨越壕溝因此退出作戰，剩餘的5輛坦克在Honkaniemi村莊外推進數百公尺即被蘇聯裝甲部隊包圍攻擊，在摧毀了3輛蘇聯坦克後這5輛坦克即被摧毀。在此之後的零星中這些坦克又損失了2輛，不過除了這些損失紀錄外大部分維克斯戰車都活過了冬季戰爭。

1941年，芬蘭人將他們剩下的維克斯坦克換上了蘇聯製45公釐戰車砲，並給予T-26E的稱號。在繼續戰爭前，芬蘭人總共有19輛維克斯坦克以及75輛T-26型坦克，這批坦克在繼續戰爭中投入作戰，不過隨著新的德製以及蘇製坦克的加入，這些坦克逐漸退役，不過仍有一些做為訓練戰車直到1959年才退役。

## 作戰紀錄

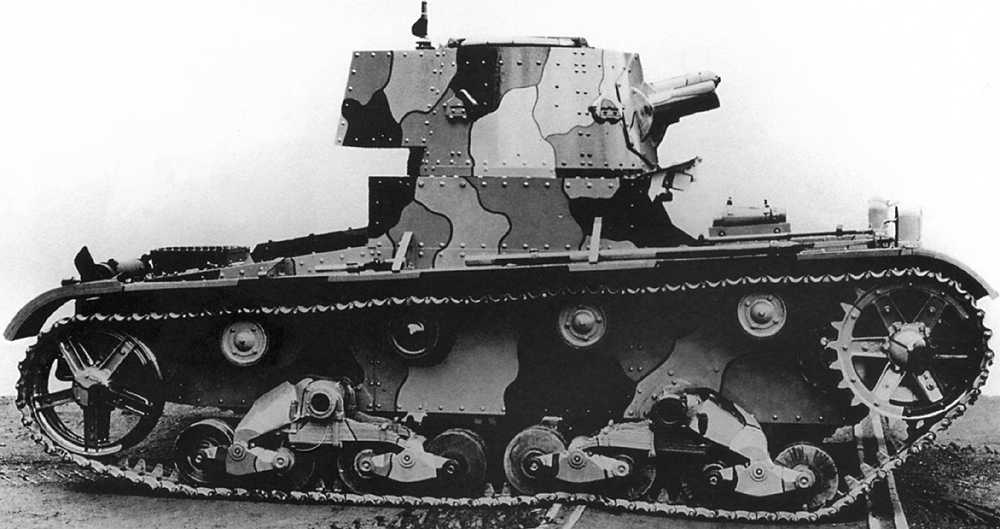
中國B構型維克斯MK.E坦克

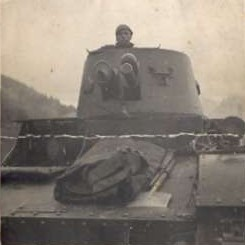
波蘭的維克斯坦克、1938年

中華民國
中華民國在1934年購入維克斯6噸戰車後，將其編入陸軍裝甲兵團戰車營第一連，隨後參予淞滬會戰初期對日本租界的突擊任務，但因步砲協同作戰不良，因此在作戰中至少有3輛遭到擊毀，8輛受到輕重不等的損害，並且至少有2輛遭到日軍俘虜。由於損失過大被迫退出戰場前往湖南湘潭整補。淞滬會戰後，剩餘戰車編入陸軍200師並編組為突擊縱隊參加蘭封會戰，結果遭日軍擊毀3輛。
蘭封會戰結束後，剩餘的維克斯戰車編入裝甲兵學校作為教學用車，其中至少一輛持續使用到1950年代國府遷台時期，最終結局不明。
- 波蘭

波蘭採購的維克斯戰車在1932-1933年間完成交貨，最初運交的通通為A型車。在1933年後，波蘭開始以操作經驗參考英方藍圖改造戰車的部分設計配置；最主要的相異點是車體兩側為了方便引擎長距離行駛散熱而改裝了大型排氣口。除此之外，武裝也做了部分調整，波蘭剛採購時武裝使用霍奇克斯WZ.25重機槍（霍奇克斯M1914重機槍授權波蘭生產，改用7.92×57mm毛瑟之衍生型），因為火力不足，有16輛車更換為口徑13.2公厘的霍奇克斯WZ.30重機槍，另外有6輛車左側砲塔更換為WZ.18戰車炮，右砲塔仍維持7.92公厘機槍配置。但波蘭仍在1934年採購22座B型砲塔對現有車隊改裝作為釜底抽薪之計。沒有改裝為B型剩餘車輛也拆除既有武裝，改用與7PT相同的Ckm wz.30機槍。
在1938年波捷邊境衝突，到1939年德國入侵波蘭前，這批維克斯戰車因長期用於高強度訓練任務，機件上已經老化。在戰爭前這批維克斯戰車編成兩個連，分別是第10摩托化騎兵旅下轄之121戰車連（如不計小戰車，121連為該旅唯一的裝甲單位）與華沙摩托化裝甲旅下轄之第12戰車連，兩連均轄16輛戰車。
- 芬兰

## 採用國家
苏联-維克斯MK.E第一個海外使用客戶，1931年蘇聯購買了15輛A型與蘇聯自行研發的戰車進行測評，隨後證明此車比蘇聯研發的坦克來的優秀，因此蘇聯決定向英國購買專利授權生產並改進此款戰車，蘇聯自行生產的維克斯六噸戰車即為T-26輕戰車(生產近12000輛)。
 日本-1930年入1輛裝有無線電的A型作為測評，部份設計被認為有轉用到九五式輕戰車的開發
 希腊-1930年購入1輛A型與1輛B型作為測試用
 波蘭-1932年購入38輛(22輛B型16輛A型)，價格部份最初談判時每輛車3800英鎊，最後以3165英鎊成交，當批採購包含零附件與生產授權許可總額13萬8770英鎊。與蘇聯一樣，波蘭也向維克斯購買生產專利授權自行修改製造，波蘭版的自製型稱為7TP輕戰車，隨後這些坦克在波蘭戰役受到嚴重損失。

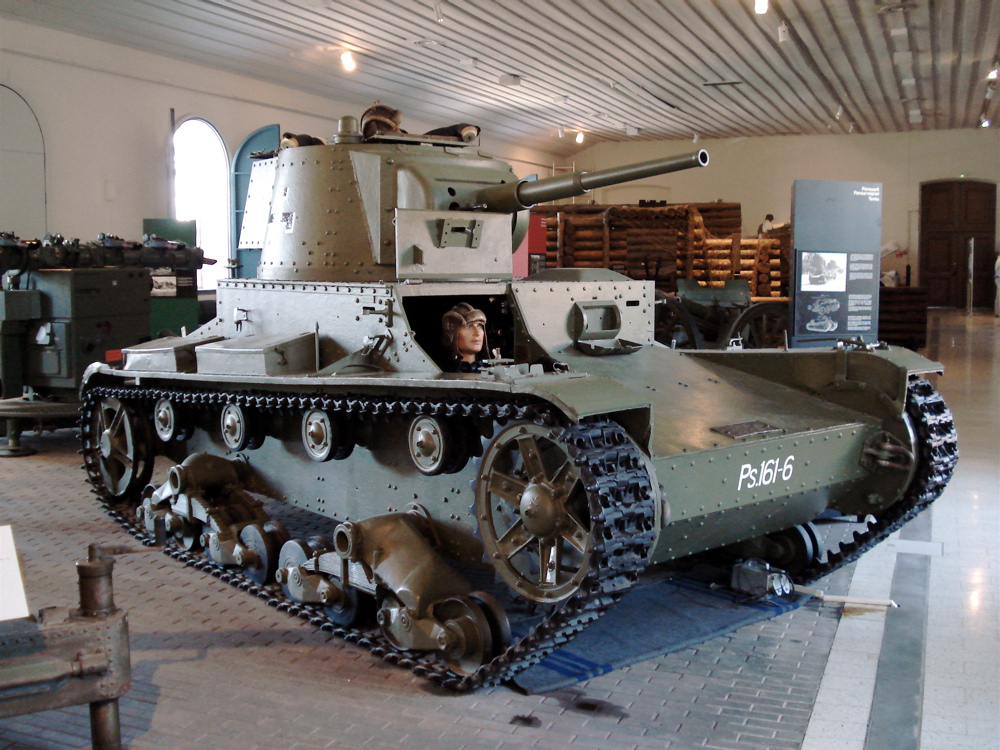
芬蘭的維克斯B型坦克

 泰國-1932年購買了10輛B型，隨後在1938年購買12輛F型(但最後只接收8輛)與26輛裝載維克斯40公釐炮的自走砲型，兩批合計購買了42輛，這些戰車參加了1940年12月至1941年1月發生的法泰戰爭。
 西班牙-1937年自巴拉圭購入1輛自玻利維亞擄獲的B型，另外在西班牙內戰中獲得了數量不明的T-26
 葡萄牙-購入2輛作為測試用
 玻利维亚-購買了1輛A型以及2輛B型，參加了大廈谷戰爭，所有戰車都在戰爭中遭巴拉圭擊毀或繳獲。後來被西班牙買走的B型車經兩國協調，在1994年將砲塔運回玻國展示。
 保加利亚-購買了8輛B型，但僅供訓練
 中華民國-1934年購入了20輛(16輛B型，另外次年購入的B型4輛有特別加裝無線電通訊裝置另稱為MK.F（但實際只是MK.E B型加裝無線電，與原廠改裝試圖解決散熱問題的F型不同），做為連長指揮車使用)
 芬兰-於1938年購買了33輛B型，但拆除了原先設計的47mm炮換裝波佛斯製wz.36/37 37mm反坦克炮，並且在車體增設機槍與操作乘員；隨後這批戰車參加了冬季戰爭，戰爭結束後，芬蘭將此批戰車的主炮換裝為T-26用的長炮管45mm炮，被稱之為T-26E。這批戰車於1941~1944年投入持續戰鬥，隨後在德制與新型蘇制戰車服役後轉為訓練用直到1959年正式退役。
 英国 -嚴格來說，英國並沒有正式採購此型戰車。而是在1938年徵用泰國採購的第二批訂單中其中4輛F型，全作為訓練用。

## 引用書目
- Kantakoski, Pekka. . Hämeenlinna,: Ilves-Paino Oy. 1998: 512. ISBN 951-98057-0-2 （芬兰语）.
- Muikku, Esa; Jukka Purhonen. . Jyväskylä: Apali. 1998: 208. ISBN 952-5026-09-4 （芬兰语及德语）.

## 外部連結
- - history and usage of Vickers Mk.E （页面存档备份，存于）